# Centaurea subtilis
Centaurea subtilis — вид квіткових рослин родини айстрових (Asteraceae). Ендемік Італії (гора Гаргано).

## Середовище
Населяє кам'янисті місцевості.

## Морфологічна характеристика
Це багаторічник 10–25 см заввишки. Листки біло-запушені, нижні листки перисторозсічені. Квіткова голова поодинока. Обгортка 7–11 мм, придатки з прилеглим верхівковим остюком. Квіточки пурпурові. Період цвітіння: літо.